# Andriasa contraria
Andriasa contraria là một loài bướm đêm thuộc họ Sphingidae. Nó được tìm thấy ở tropical châu Phi, bao gồm Kenya, Cameroon và Nam Phi. Nó xuất hiện ở nhiều nơi trừ sa mạc và núi cao.
Chiều dài cánh trước là 25–31 mm đối với con đực, con cái lớn hơn và có cánh hẹp hơn và dài hơn.
Ấu trùng ăn lá của Spathodea campanulata.

## Phụ loài
- Andriasa contraria contraria (South Africa to Tanzania, East Africa và Ethiopia)
- Andriasa contraria diffusus  (Rothschild & Jordan, 1910)  (Eritrea)
- Andriasa contraria submarginalis (Walker, 1865) (West Africa to the Congo, Uganda và phía tây Kenya)
- Andriasa contraria suffusa (Walker, 1869) (Cameroon)